# Botryosphaeria
Botryosphaeria è un genere di funghi ascomiceti. Comprende più di 190 specie.

## Specie principali
- Botryosphaeria abietina
- Botryosphaeria acaciae
- Botryosphaeria australis
- Botryosphaeria corticis
- Botryosphaeria corticola
- Botryosphaeria distrupta
- Botryosphaeria dothidea
- Botryosphaeria eucalypticola
- Botryosphaeria lutea
- Botryosphaeria marconii
- Botryosphaeria obtusa
- Botryosphaeria piceae
- Botryosphaeria populi
- Botryosphaeria quercuum
- Botryosphaeria ribis
- Botryosphaeria rhodina
- Botryosphaeria tiliacea
- Botryosphaeria tsugae
- Botryosphaeria zeae